# Je ne suis pas un salaud
Je ne suis pas un salaud (internationale titel: A Decent Man) is een Franse film van regisseur Emmanuel Finkiel uit 2015. Hoofdrolspeler Nicolas Duvauchelle werd genomineerd voor een Prix Lumières en won een César.

## Plot
Eddie leeft gescheiden van tafel en bed van zijn vrouw en zoontje en heeft moeite met een baan te vinden. Nadat hij in het ziekenhuis terechtkomt na een straatgevecht verbetert de relatie met zijn vrouw Karine enigszins. Ze regelt een baantje voor hem, maar echt tevreden is hij er niet mee. Eddie wijst de onschuldige Ahmed aan als de dader in het gevecht en volhardt daarin. Een promotie op het werk zit er niet in en hij vermoedt een relatie tussen de baas en Karine. Eddie verliest zichzelf in alcoholgebruik en agressief gedrag waardoor de relatie tussen hem en Karine verslechtert. Voor de rechter geeft hij toe de verkeerde dader te hebben aangewezen. Dan rest hem enkel wraak.

## Rolverdeling
- Nicolas Duvauchelle als Eddie
- Mélanie Thierry als Karine
- Driss Ramdi als Ahmed
- Maryne Cayon als Estelle
- Johann Soulé als Noam
- Nicolas Bridet als Régis Labrecque